# Black Sails In the Sunset
Black Sails in the Sunset es el cuarto álbum de estudio de la banda californiana AFI. El álbum fue lanzado el 18 de mayo de 1999 por Nitro Records. Es el primero en el que aparece el guitarrista Jade Puget como miembro permanente del grupo.

## Diseño

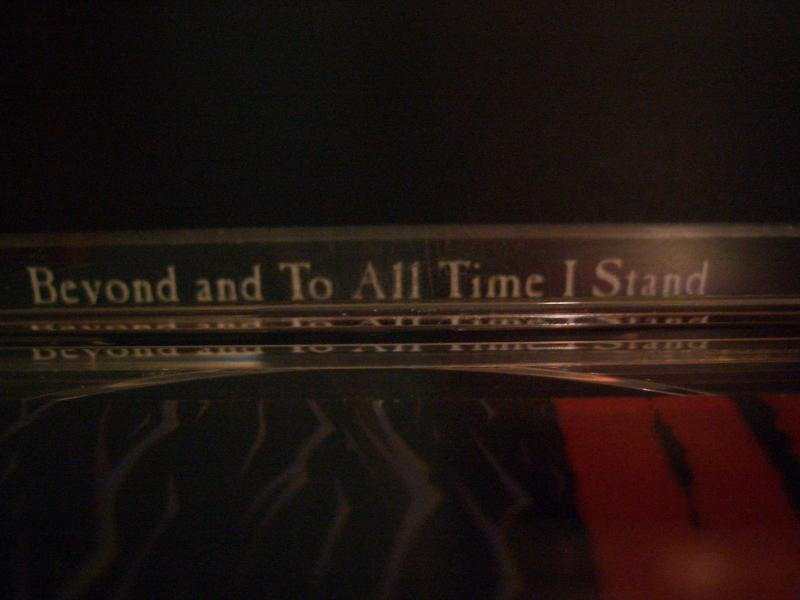
Mensaje oculto

En uno de los bordes de la caja del álbum se puede leer el siguiente mensaje oculto: Beyond and To All Time I Stand. Es parte de la letra de la canción oculta Midnight Sun. Influenciada por el poeta Charles Baudelaire quien escribió el poema "De Profundis Clamavi". Este tipo de mensajes ocultos están presentes en varios CD de AFI de Nitro Records.

## Lista de canciones
La lista de canciones difiere dependiendo del formato en el que se presenta el álbum, la siguiente pertenece a su formato en CD.
1. «Strength Through Wounding» – 1:33
2. «Porphyria» – 2:07
3. «Exsanguination» – 2:48
4. «Malleus Maleficarum» – 4:01
5. «Narrative of Soul Against Soul» – 2:29
6. «Clove Smoke Catharsis» – 4:38
7. «The Prayer Position» – 3:27
8. «No Poetic Device» – 2:16
9. «The Last Kiss» – 3:02
10. «Weathered Tome» – 2:12
11. «At a Glance» – 4:00
12. «God Called In Sick Today» – 3:21

## Personal
- Dexter Holland- Coros
- AFI	 - 	Productor
- Andy Ernst	 - 	Ingeniero, Mezclador
- Davey Havok	 - 	Voces
- Jade Puget	 - 	Guitarra
- Mike Fasano	 -	Técnico de batería
- Adam Carson	 - 	Batería
- Alan Forbes	 - 	Ilustraciones
- Hunter Burgan - 	Bajo
- Thadd LaRue	 - 	Ingeniero, Ingeniero asistente
- Gabe Morford	 - 	Fotografía
- Jamie Reilly	 - 	Diseño